# Exacum teres
Exacum teres là một loài thực vật có hoa trong họ Long đởm. Loài này được Wall. mô tả khoa học đầu tiên năm 1820.